# Sinopoli
Sinopoli (tiếng Hy Lạp: Sinopolis, Xenopolis) là một đô thị ở tỉnh Reggio Calabria trong vùng Calabria, Ý, có cự ly khoảng 90 km về phía tây nam của Catanzaro và khoảng 30 km về phía đông bắc của Reggio Calabria. Tại thời điểm ngày 31 tháng 12 năm 2004, đô thị này có dân số 2.303 người và diện tích là 25,8 km².
Đô thị Sinopoli có các frazioni (các đơn vị cấp dưới, chủ yếu là các làng) Sinopoli inferiore and Sinopoli vecchio.
Sinopoli giáp các đô thị: Cosoleto, Oppido Mamertina, Roccaforte del Greco, Roghudi, San Procopio, Sant'Eufemia d'Aspromonte, Scilla.